# Segunda Guerra de Matabele
A Segunda Guerra de Matabele, também conhecida como a Rebelião da Matabelelândia e no Zimbábue como o Primeiro Chimurenga, foi um conflito militar entre os povos matabeles e xonas contra tropas do Império Britânico e da Companhia Britânica da África do Sul. A guerra foi travada entre 1896 e 1897 na área do atual Zimbábue, logo depois do malfadado ataque de Jameson.